# Overdammen (Ribe)
Overdammen er en gade i Ribe, der løber fra Torvet til Mellemdammen.
I en længere periode var den en del af Storegade, inden denne bliv spillet op i Neder-, Mellem- og Overdammen.
Den sidste del op mod Ribe Domkirke og med især Borgertårnet i baggrunden, findes på et utal af motiver.

## Overdammen 1
Ud over at være byens mest eftertragtede placering i erhvervsøjemed, så er der ikke så meget at sige om ejendommen. Den skal med her, fordi kvisten på huset er tilføjet i 1922 og vigtig i forhold til at tidsbestemme fotos.

## Overdammen 3
Et gavlhus, men faktisk ikke særlig gammelt. Mest bemærkelsesværdigt er, at huset ikke er med i Hans Henrik Engqvists Bevaringsplan fra 1969.
Det er ikke lykkedes at finde noget skriftligt på, hvorfor den ellers så respekterede tømrermester Jacob Daugaard Peters valgte og ikke mindst, fik lov til at rive et 1600-tal hus ned på denne matrikel, for at opføre dette gavlhus i 1917
Noget tyder på, hvis man gransker gamle billeder fra Apoteker-gården (Overdammen 5) og op imod det Ribe Domkirke, at gavlen har vendt bagud - væk fra Overdammen, som man også ser det på Overdammen 5.
Dette ses ikke på billeder efter 1920 - hvorfor det synes at há været planen at flytte gavlen fra baghuset til forhuset. Det er udokumenteret og spekulation fra forfatterens side.

## Det Gamle Apotek - Overdammen 5
Tekst mangler, hjælp os med at skrive teksten

## Kosmorama - Overdammen 7
Tekst mangler, hjælp os med at skrive teksten

## Th. Bøggilds Købmandsbutik - Overdammen 8
Tekst mangler, hjælp os med at skrive teksten

## Quedens Gård - Overdammen 10
Tekst mangler, hjælp os med at skrive teksten

## En sandsten på Overdammen 11
Tekst mangler, hjælp os med at skrive teksten

## Toldboden - Overdammen 12
Tekst mangler, hjælp os med at skrive teksten

## Kongens Mølle
Omtrent hvor Toldboden (Overdammen 12)  er i dag, fandt man til 1696 byens ældste mølle. Den var kendt som Kongens Mølle, Slotsmøllen eller Overmøllen. Møllen blev anlagt i 1250, men blev flere gange ødelagt af de mange stormfloder.
Ved en stormflod i 1696 går det så galt, at kongen ikke har råd til at reparere møllen igen.